# Mona Leo
Monica (Mona) Christina Leo, tidigare Ehrström-Enckell, född Ehrström 26 april 1903 i Helsingfors, död 5 augusti 1986 i Ekenäs, var en finländsk konstnär och författare. Hon var mor till Veronica Leo.

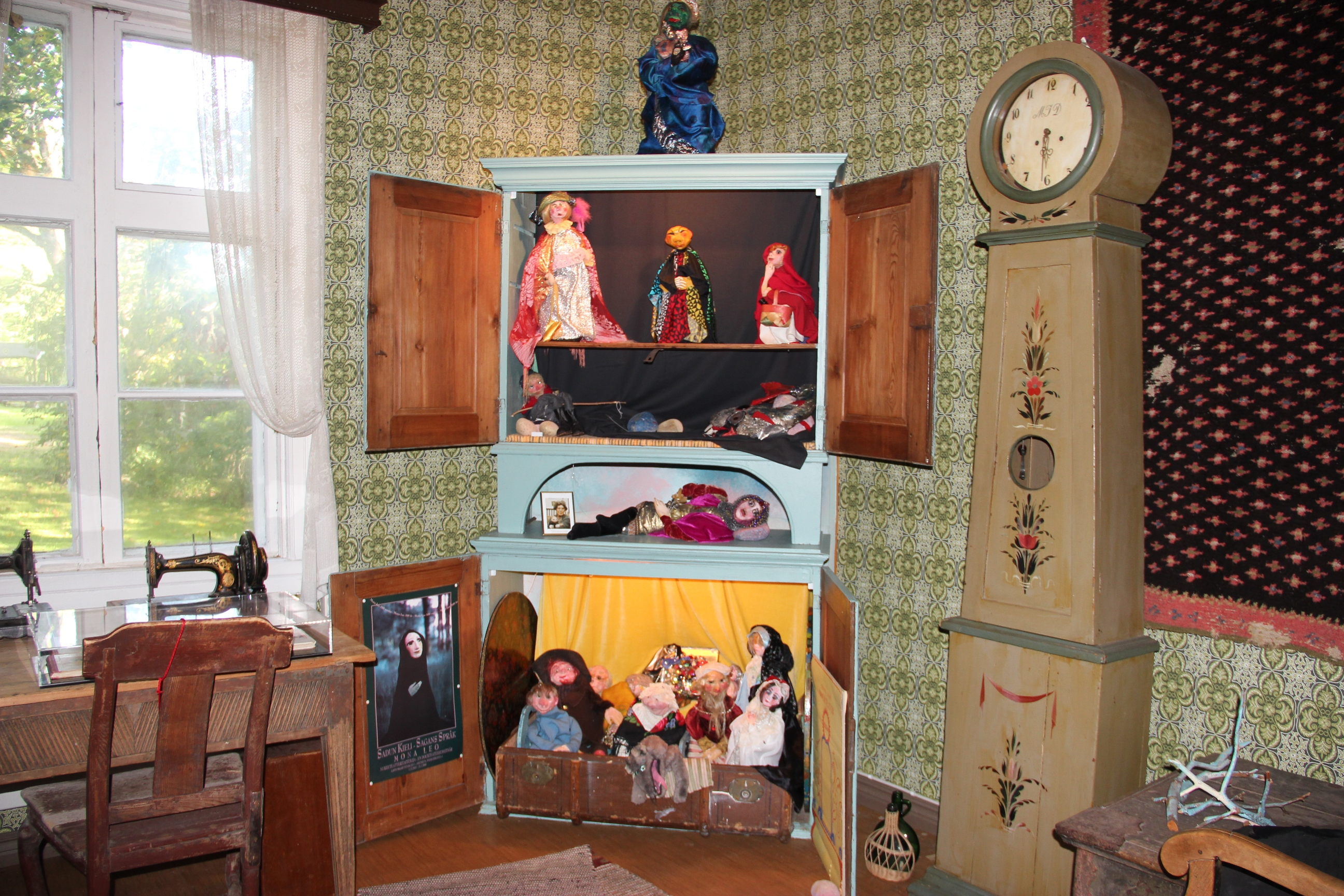
Mona Leos dockor i Sjundeå hembygdsmuseum.

Leo skrev sagor och barnkammarrim samt publicerade diktsamlingarna Miknoons sånger (1935) och Livet älskar dig (1940, ny upplaga 1970). Hon var en av den finländska dockteaterns och barnkulturens pionjärer. Sin dockteater grundade hon vid 48 års ålder 1951 och upprätthöll den fram till slutet av 1960-talet. Tidigare hade hon bland annat designat smycken, möbler och leksaker. Med sin dockteater, som hade ungefär femtio sagor på sin repertoar, turnerade hon framgångsrikt i hemlandet och utomlands. Hon tillverkade själv de uttrycksfulla dockorna av papier-maché och lyckades få dem att leva på ett sällsamt sätt; dockan Janne var den största stjärnan. Leo gjorde även två dockfilmer för tv, Den osynliga handen (1962) och Den gyllene grenen (1964). 
På senare år, när dockteatern nedlagts, gick Leo alltmer upp i sitt måleri. År 1974 ställde hon ut sina dockor i Amos Andersons konstmuseum och Statens historiska museum i Stockholm och skänkte 1983 hela sin docksamling, omfattande ett fyrtiotal gestalter, till Teatermuseet i Helsingfors. Hon gav 1975 ut boken Sagans språk och 1983 memoarerna Att leva sitt liv som ett barn. I samband med 100-årsminnet av Leos födelse ordnades 2003 en utställning av hennes verk på Annegården i Helsingfors.